# Bayubas de Abajo
Bayubas de Abajo település Spanyolországban, Soria tartományban. Bayubas de Abajo Valdenebro, Bayubas de Arriba, Tajueco, Berlanga de Duero és Quintanas de Gormaz községekkel határos. Lakosainak száma 144 fő (2024).

## Népesség
A település népessége az elmúlt években az alábbi módon változott:
| Lakosok száma | 282  | 250  | 234  | 210  | 192  | 162  | 146  | 142  | 139  | 144  |
|               | 2001 | 2004 | 2007 | 2009 | 2012 | 2014 | 2017 | 2019 | 2022 | 2024 |